# Aulonia
Aulonia es un género de arañas araneomorfas de la familia Lycosidae. Se encuentra en la zona paleártica.

## Lista de especies
Según The World Spider Catalog 12.0:
- Aulonia albimana (Walckenaer, 1805)
- Aulonia kratochvili Dunin, Buchar & Absolon, 1986